# Francis Drake
Francis Drake, hiszp. el Draque (ur. ok. 1540 w Crowndale koło Tavistock, zm. 28 stycznia 1596) – angielski korsarz, w latach 1577–1580 odbył wyprawę dookoła świata.

## Życiorys

### Młodość
Data jego urodzin nie jest dokładnie znana, możliwe, że urodził się już w 1535, przyjmowany jest też 1540. Był najstarszym z dwunastu synów protestanta, który na początku lat 50. XVI wieku przeniósł się do Kentu. Tam jego liczna i uboga rodzina żyła w skrajnej nędzy na rozpadającym się, przeciekającym wraku statku. Statek ten był pierwszym domem, jaki Drake zapamiętał.
W dwunastym roku życia został chłopcem okrętowym. Wykształcenie uzyskał dzięki pomocy dalekiego krewnego, magnata i znanego żeglarza sir Johna Hawkinsa, w którego wyprawach Drake brał udział we wczesnej młodości. W wieku 18 lat poprowadził po raz pierwszy samodzielnie statek, odbywając rejs z Anglii do Zatoki Biskajskiej. W roku 1567 dowodził statkiem „Judith”, który wraz z innymi jednostkami Hawkinsa dokonywał napadów na Hiszpanów koło wybrzeży Ameryki.

### Wyprawy korsarskie
W II połowie XVI wieku, gdy Anglia walczyła o pokonanie monopolu Hiszpanii i Portugalii w handlu zamorskim i zdobyczach kolonialnych, Drake wsławił się złupieniem wielu miast Nowego Świata oraz zdobyciem wielu statków portugalskich i hiszpańskich. Około 1563 Drake po raz pierwszy pożeglował na hiszpańskie wybrzeża Morza Karaibskiego, skąd wypływały hiszpańskie statki ze srebrem. Hiszpanie uważali go za zwykłego pirata, lecz dla Anglii był przede wszystkim wielkim żeglarzem i korsarzem. Bitwa stoczona z siłami hiszpańskimi podczas jego drugiej wyprawy zaskarbiła mu sympatię królowej Elżbiety. Najbardziej znanym dokonaniem Drake’a z tego okresu było zdobycie hiszpańskiej karawany mułów, transportujących srebro z Panamy do Nombre de Dios, w marcu 1573 roku.
Drake był typem żeglarza-nawigatora, człowiekiem dbającym o precyzyjne wykonywanie map odkrytych lądów, był również piratem-gentlemanem – jeńcom okazywał często wyszukaną gościnność.

### Wyprawa dookoła świata

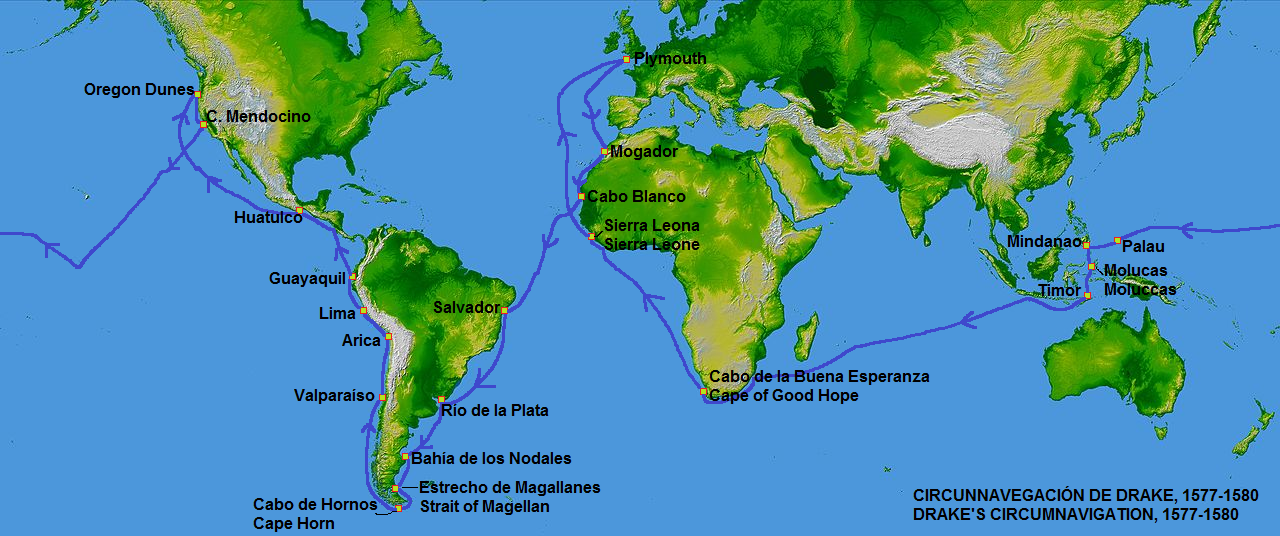
Wyprawa Francisa Drake’a dookoła świata

W 1577 na polecenie królowej Elżbiety Drake podjął wyprawę przeciw hiszpańskim posiadłościom na zachodnim wybrzeżu Ameryki. Wyprawa ta przekształciła się w wyprawę dookoła świata – drugą po wyprawie Magellana. Drake był jednak pierwszym kapitanem, który opłynął kulę ziemską, gdyż Magellan zginął podczas swojej wyprawy. Drake wypłynął w grudniu 1577 z Plymouth w Anglii z ponad 150 ludźmi załogi i pięcioma statkami:
- galeon „Pelican” przemianowany później na „Golden Hind” (150 ton, 18 armat), okręt flagowy dowodzony przez Drake’a,
- galeon „Elizabeth” (80 ton, 16 armat) dowodzony przez Johna Wintera,
- karawela „Marigold”' (30 ton, 16 armat) dowodzona przez Johna Thomasa (niektóre źródła podają, że był to bark),
- karaka „Swan” (50 ton, 5 armat) dowodzona przez Johna Chestera,
- pinka „Christopher” (15 ton, 1 armata) dowodzona przez Toma Moone’a.

Po przepłynięciu Atlantyku dwa statki musiały zostać porzucone na wschodnim wybrzeżu Ameryki Południowej. Trzy pozostałe przepłynęły Cieśniną Magellana na Pacyfik. Sztormy zniszczyły jeden statek i spowodowały konieczność zawrócenia drugiego. Drake popłynął dalej na północ, wzdłuż zachodniego wybrzeża Ameryki Południowej na ostatnim statku „Golden Hind” („Złota Łania”). Odebrał Hiszpanom wyłączność na obecność na Pacyfiku (do tej pory wozili złoto na nieuzbrojonych statkach), łupiąc po drodze wszystko, co tylko się dało, zdobywając hiszpańskie statki i atakując porty. Poszukując przejścia północnego na Atlantyk, dopłynął aż do obecnej granicy USA z Kanadą. Nie znajdując oczekiwanego połączenia, skierował się na południe, obejmując oficjalnie (aczkolwiek czysto teoretycznie) w posiadanie królowej angielskiej odkrytą przez siebie Kalifornię (jako Nowy Albion).
Po naprawach statku Drake wyruszył na zachód przez Pacyfik, dopływając po kilku miesiącach do Moluków. Płynąc dalej na zachód z przystankami po drodze, następnie opływając Afrykę, dotarł z powrotem do Anglii we wrześniu 1580, przywożąc ze sobą ładunek przypraw korzennych i hiszpańskie skarby. Wyprawa okazała się olbrzymim sukcesem finansowym.

### Szlachcic i admirał
W 1581 został podniesiony przez królową Elżbietę do godności szlachcica (w uznaniu jego zasług nie stało się to na dworze królowej, a na pokładzie jego statku „Golden Hind”), został również admirałem. Zdobył wielki majątek, przysparzając równie wielkich dochodów Koronie. Początkowo krewni, arystokracja oraz sama królowa potajemnie finansowali wyprawy Drake’a i jemu podobnych, czerpiąc z nich nielegalne i niemałe zyski. Z czasem Francis Drake dostał licencję królowej na swą działalność piracką, stając się korsarzem, a w swoich dalekich morskich podróżach oprócz dokonywania grabieży wypełniał również w imieniu Korony misje dyplomatyczne. W 1586 roku przywiózł z wysp Morza Karaibskiego do Anglii pierwszy ładunek tytoniu.
Był równie dobry w samotnych wyprawach pirackich, jak i w dowodzeniu wielkimi flotami inwazyjnymi z dobrze prowadzonymi operacjami wojsk lądowych. Zawierał doraźne sojusze w wyprawach łupieżczych zarówno z kapitanami statków innych bander, jak i z partyzantką murzyńską w Ameryce Łacińskiej. W 1586 roku zdobył San Domingo, a w roku 1587 zniszczył flotę hiszpańską w Kadyksie, opóźniając w ten sposób przygotowania Hiszpanii do inwazji na Anglię. W 1588 jako wiceadmirał floty angielskiej (pod rozkazami lorda Charlesa Howarda of Effingham) wziął udział w rozgromieniu na kanale La Manche Wielkiej Armady – floty inwazyjnej hiszpańskiego króla Filipa. Napadał także na porty w Hiszpanii, Portugalii i na Azorach – jednak z czasem popadł w niełaskę królowej, oskarżany o zbytnie sprzyjanie prywatnym interesom podczas oficjalnych działań floty Korony – pomimo że nieraz był głównodowodzącym tych sił.

### Ostatnie lata
Jego ostatnie wyprawy wojenno-rabunkowe do Hiszpanii i na Karaiby na czele połączonych flot królowej i inwestorów prywatnych zakończyły się klęskami. Zmarł na morzu na dyzenterię 28 stycznia 1596 roku w czasie kolejnej wyprawy pirackiej do Indii Zachodnich, złożony postępującą chorobą, febrą i załamany brakiem powodzenia w ostatnich wyprawach. Jego ciało wrzucono w ołowianej trumnie do Morza Karaibskiego. Umarł jednak jako człowiek bardzo bogaty, szanowany i otoczony legendarnym podziwem zarówno wśród swoich zwolenników, jak i przeciwników. Był największym żeglarzem swoich czasów.

## Upamiętnienie
Jego imieniem została nazwana cieśnina między Ameryką Południową i Antarktydą.
Pomnik Drake’a, który od 1853 stał w niemieckim Offenburgu, przedstawiał wielkiego korsarza z kwiatkiem w ręku. Był to kwiat ziemniaka. Napis na postumencie głosił „Sir Francisowi Drake’owi, który rozpowszechnił ziemniaki w Europie. Miliony rolników całego świata błogosławią jego nieśmiertelną pamięć. To ulga dla biedaków, bezcenny dar Boży, łagodzący okrutną nędzę”. Pomnik został zniszczony przez nazistów.
Angielski poeta Alfred Noyes napisał epos Drake. An English Epic.